# Piero Leri
Piero Leri, all'anagrafe Pietro Leri (Roma, 4 agosto 1939 – Varese, 2 marzo 2017), è stato un attore e doppiatore italiano.

## Biografia
Piero Leri esordisce intorno alla prima metà degli anni sessanta, ricoprendo perlopiù ruoli da comprimario. Ha interpretato anche molti fotoromanzi per la casa editrice Lancio. Dalla prima metà degli anni ottanta si dedica saltuariamente anche all'attività di doppiatore, principalmente per la Sinc Cinematografica. Ritiratosi nel 2009, è morto a Varese il 2 marzo 2017 al termine di una lunga malattia, all'età di 77 anni.

## Filmografia

### Cinema
- Il trionfo di Maciste, regia di Tanio Boccia (1961)
- I sequestrati di Altona, regia di Vittorio De Sica (1962)
- Il re Manfredi, regia di Piero Regnoli (1962)
- Golia e il cavaliere mascherato, regia di Piero Pierotti (1963)
- L'uomo della valle maledetta, regia di Siro Marcellini e Primo Zeglio (1964)
- Ric e Gian alla conquista del West, regia di Osvaldo Civirani (1967)
- La malavita attacca... la polizia risponde!, regia di Mario Caiano (1977)
- California, regia di Michele Lupo (1977)
- Ritornano quelli della calibro 38, regia di Giuseppe Vari (1977)
- Il tenente dei carabinieri, regia di Maurizio Ponzi (1986)

### Televisione
- La figlia del capitano, regia di Leonardo Cortese - Miniserie TV, 1º e 3º episodio (1965)
- Resurrezione, regia di Franco Enriquez - Miniserie TV, 5º e 6º episodio (1965)
- Caravaggio, regia di Silverio Blasi - Miniserie TV, 1º episodio (1967)
- I fratelli Karamazov, regia di Sandro Bolchi - Miniserie TV, 6º e 7º episodio (1969)
- La piovra 4, regia di Luigi Perelli - Miniserie TV, 1º episodio (1989)
- Il maresciallo Rocca, regia di Giorgio Capitani - Serie TV, 1ª stagione, episodio 5 (1996)
- Il bello delle donne, regia di Maurizio Ponzi - Serie TV, 1ª stagione, episodi vari (2001)
- Elisa di Rivombrosa, regia di Cinzia TH Torrini, 1ª stagione, 4 episodi (2003-2004)

## Doppiaggio

### Cinema
- Humphrey Bogart nei ridoppiaggi de La foresta pietrificata e L'uomo di bronzo
- Clint Dyer in Mr. Bean's Holiday
- David Doty in Orange County

### Film d'animazione
- Mito in Nausicaä della Valle del vento

### Telefilm
- Jimmy Smits in Avvocati a Los Angeles (1ª voce)
- Stephen Collins in I predatori dell'idolo d'oro
- Sean Arnold in L'asso della Manica

### Cartoni animati
- Danny Day in La famiglia Day
- Dowalsky e direttore Tonnan in I predatori del tempo
- Dottor Eustachio in Capitan Jet